# Пипи (футболист)
Серафим Пинто Рибейро Жуниор (порт. Serafim Pinto Ribeiro Jùnior; 10 декабря 1915 — 4 июля 2001), более известный под именем Пипи (порт. Pipi) — бразильский футболист, нападающий.

## Биография
Пипи родился 10 декабря 1915 в Ору-Фину, и в этом же городе, на улицах Меркару и Жоау Пиньейру он начинал играть в футбол.
В юношеском возрасте Пипи выступал за молодёжные составы клуба «Ору-Фину», а в 1935 году он дебютировал в главной команде, где быстро закрепился в «основе» и стал регулярно выходить в стартовом составе.
В 1937 году Пипи переезжает в Белу-Оризонти, чтобы учиться на факультете права в Университете Америко Минейро, и одновременно проходит просмотр в местной команде «Америка Минейро», но долго в столице штата Пипи не задерживается, клуб Америка на тот момент не имел профессионального статуса и не мог достичь высот в бразильском футболе и многие игроки команды покидали клуб. Пипи приходится возвратиться в Ору-Фину, где, для поддержки формы он играет на местных любительских турнирах.
В 1938 году известный бразильский промышленник и поклонник клуба «Гуарани» Карло Каркано предложил Пипи играть за свою любимую команду. Пипи ответил согласием, но выступление футболиста было недолгим, он был вынужден покинуть «Гуарани» уже в мае 1939 года.
Пипи возвращается в «Америку», но играет там всего несколько месяцев, а 25 апреля 1940 года он переходит в клуб «Палестра Италия». Пипи вышел в основном составе команды уже 28 апреля, на открытие великолепного стадиона Пакаэмбу, «Палестра» в первом матче на новой арене в присутствии 72 тысяч зрителей разгромил «Куритибу» 6:2. В «Палестре» Пипи провёл 3 года, в двух из которых его команда становилась лучшей в Сан-Паулу. Во время игры за «Палестру» Пипи дебютировал в сборной Бразилии на Чемпионате Южной Америки, за которую провёл 4 матча.
В 1943 году Пипи перешёл в клуб «Флуминенсе», а завершает карьеру футболист в клубе «Коринтианс». Последний матч Пипи провёл против своего бывшего клуба «Америка Минейро», уже получившего профессиональный статус, в той игре Пипи отметился голом в ворота «Америки».

## Достижения
- Чемпион штата Сан-Паулу: 1940, 1942